# 嘉数夏葵
嘉数 夏葵（かかず なつき、1988年5月29日 - ）は日本の女性ファッションモデル、タレント。元ライジングプロダクション所属。沖縄県出身。

## 来歴
桜美林大学卒業。沖縄地区限定のオーディション番組「沖縄んアイドル」（琉球放送）で準グランプリとなった。